# Volvo Grand Prix 1980
Il Volvo Grand Prix 1980 è una serie di tornei maschili di tennis. Esso include i 4 tornei dello Slam, 7 tornei del circuito World Championship Tennis e tutti gli altri tornei del Grand Prix. È iniziato il 31 dicembre 1979 con l'Australian Hard Court Championships e si è concluso il 18 gennaio 1981 con la finale del Masters.

## Calendario

### Dicembre 1979
| Settimana        | Torneo | Vincitore                                            | Finalista                | Semifinalisti              | Eliminati ai quarti                                  |
| ---------------- | --- | ---------------------------------------------------- | ------------------------ | -------------------------- | ---------------------------------------------------- |
| 31 dicembre 1979 | Australian Hard Court Championships 1980 Hobart, Australia Cemento – 50 000 $ – S32/D16 Singolare - Doppio | Shlomo Glickstein 7-6 6-4                            | Robert Van't Hof         | Terry Rocavert Rick Fisher | Raymond Moore John Marks Chris Kachel Syd Ball       |
| 31 dicembre 1979 | Australian Hard Court Championships 1980 Hobart, Australia Cemento – 50 000 $ – S32/D16 Singolare - Doppio | John James Chris Kachel 6–4, 6–4                     | Phil Davies Brad Guan    | Terry Rocavert Rick Fisher | Raymond Moore John Marks Chris Kachel Syd Ball       |
| 31 dicembre 1979 | Heineken Open 1980 Auckland, Nuova Zelanda Cemento – 50 000 $ – S32/D16 Singolare - Doppio                 | John Sadri 6-3, 4-6, 6-4, 2-6, 6-2                   | Tim Wilkison             | Rod Frawley Peter Feigl    | Russell Simpson John Austin Paul McNamee Dick Crealy |
| 31 dicembre 1979 | Heineken Open 1980 Auckland, Nuova Zelanda Cemento – 50 000 $ – S32/D16 Singolare - Doppio                 | Peter Feigl Rod Frawley 6-2, 7-5                     | John Sadri Tim Wilkison  | Rod Frawley Peter Feigl    | Russell Simpson John Austin Paul McNamee Dick Crealy |
| 31 dicembre 1979 | Masters Doubles WCT 1980 New York, Stati Uniti Sintetico indoor – 200 000 $ – D8 Doppio                    | Brian Gottfried Raúl Ramírez 3–6, 6–4, 6–4, 3–6, 6–3 | Wojciech Fibak Tom Okker |                            |                                                      |

### Gennaio
| Settimana  | Torneo | Vincitore                                 | Finalista                     | Semifinalisti                 | Eliminati ai quarti                                        |
| ---------- | --- | ----------------------------------------- | ----------------------------- | ----------------------------- | ---------------------------------------------------------- |
| 14 gennaio | Baltimore Open 1980 Baltimora, Stati Uniti Sintetico indoor – 75 000 $ – S32/D16 Singolare - Doppio          | Harold Solomon 7-6 6-0                    | Tim Gullikson                 | Marty Riessen Brian Gottfried | Chris Lewis Brian Teacher Mark Edmondson Bruce Manson      |
| 14 gennaio | Baltimore Open 1980 Baltimora, Stati Uniti Sintetico indoor – 75 000 $ – S32/D16 Singolare - Doppio          | Tim Gullikson Marty Riessen 2–6, 6–3, 6–4 | Brian Gottfried Frew McMillan | Marty Riessen Brian Gottfried | Chris Lewis Brian Teacher Mark Edmondson Bruce Manson      |
| 14 gennaio | ATP Birmingham 1980 Birmingham, Stati Uniti Sintetico indoor – 175 000 $ – S32/D16 Singolare - Doppio        | Jimmy Connors 6-3 6-2                     | Eliot Teltscher               | Butch Walts Vijay Amritraj    | Eddie Dibbs Ilie Năstase Buster Mottram Vitas Gerulaitis   |
| 14 gennaio | ATP Birmingham 1980 Birmingham, Stati Uniti Sintetico indoor – 175 000 $ – S32/D16 Singolare - Doppio        | Wojciech Fibak Tom Okker 6–3, 6–3         | José Luis Clerc Ilie Năstase  | Butch Walts Vijay Amritraj    | Eddie Dibbs Ilie Năstase Buster Mottram Vitas Gerulaitis   |
| 21 gennaio | U.S. Pro Indoor 1980 Filadelfia, Pennsylvania, USA Sintetico indoor – 250 000 $ – S48/D24 Singolare - Doppio | Jimmy Connors 6–3, 2–6, 6–3, 3–6, 6–4     | John McEnroe                  | Gene Mayer John Sadri         | Wojciech Fibak Bill Scanlon Harold Solomon José Luis Clerc |
| 21 gennaio | U.S. Pro Indoor 1980 Filadelfia, Pennsylvania, USA Sintetico indoor – 250 000 $ – S48/D24 Singolare - Doppio | Peter Fleming John McEnroe 7–6, 4–6, 6–3  | Brian Gottfried Raúl Ramírez  | Gene Mayer John Sadri         | Wojciech Fibak Bill Scanlon Harold Solomon José Luis Clerc |
| 28 gennaio | Richmond WCT 1980 Richmond, Stati Uniti Sintetico indoor – 175 000 $ – S32/D16 Singolare - Doppio            | John McEnroe 6-1 6-2                      | Roscoe Tanner                 | Victor Amaya Guillermo Vilas  | Wojciech Fibak Johan Kriek John Sadri Bill Scanlon         |
| 28 gennaio | Richmond WCT 1980 Richmond, Stati Uniti Sintetico indoor – 175 000 $ – S32/D16 Singolare - Doppio            | Fritz Buehning Johan Kriek 3–6, 6–3, 7–6  | Brian Gottfried Frew McMillan | Victor Amaya Guillermo Vilas  | Wojciech Fibak Johan Kriek John Sadri Bill Scanlon         |
| 28 gennaio | San Juan Open 1980 San Juan, Porto Rico Cemento – 75 000 $ – S32/D16 Singolare - Doppio                      | Raúl Ramírez 6-3 6-2                      | Phil Dent                     | Tom Gorman Vincent Van patten | Billy Martin Tim Wilkison Robert Trogolo Paul McNamee      |
| 28 gennaio | San Juan Open 1980 San Juan, Porto Rico Cemento – 75 000 $ – S32/D16 Singolare - Doppio                      | Paul Kronk Paul McNamee 7-6 6-3           | Robert Trogolo Mark Turpin    | Tom Gorman Vincent Van patten | Billy Martin Tim Wilkison Robert Trogolo Paul McNamee      |

### Febbraio
| Settimana   | Torneo | Vincitore                               | Finalista                      | Semifinalisti                                        | Eliminati ai quarti                                               |
| ----------- | --- | --------------------------------------- | ------------------------------ | ---------------------------------------------------- | ----------------------------------------------------------------- |
| 4 febbraio  | Pepsi Grand Slam 1980 Boca Raton, Stati Uniti Terra rossa – 300 000 $ – S4 Singolare                           | Björn Borg 6-1 5-7 6-1                  | Vitas Gerulaitis               | Guillermo Vilas John McEnroe                         |                                                                   |
| 11 febbraio | Rancho Mirage Classic 1980 Rancho Mirage, Stati Uniti Cemento – 250 000 $ – S64/D32 Singolare - Doppio         | Torneo sospeso in semifinale            |                                | Brian Teacher Gene Mayer Harold Solomon Hank Pfister |                                                                   |
| 11 febbraio | Rancho Mirage Classic 1980 Rancho Mirage, Stati Uniti Cemento – 250 000 $ – S64/D32 Singolare - Doppio         | Torneo interrotto nel 2º turno          |                                | Brian Teacher Gene Mayer Harold Solomon Hank Pfister |                                                                   |
| 11 febbraio | Sarasota Grand Prix 1980 Sarasota, Stati Uniti Terra rossa – 50 000 $ – S32/D16 Singolare - Doppio             | Eddie Dibbs 6-1 6-3                     | Andrés Gómez                   | David Carter Deon Joubert                            | José Higueras Charles Owens Robert Van't Hof Michael Grant        |
| 11 febbraio | Sarasota Grand Prix 1980 Sarasota, Stati Uniti Terra rossa – 50 000 $ – S32/D16 Singolare - Doppio             | Andrés Gómez Ricardo Ycaza 6-3, 6-4     | David Carter Rick Fagel        | David Carter Deon Joubert                            | José Higueras Charles Owens Robert Van't Hof Michael Grant        |
| 18 febbraio | Denver Open 1980 Denver, Stati Uniti Sintetico indoor – 125 000 $ – S32/D16 Singolare - Doppio                 | Gene Mayer 6-2 6-2                      | Victor Amaya                   | Vincent Van patten Stan Smith                        | Roscoe Tanner Brian Gottfried Andrés Gómez Fritz Buehning         |
| 18 febbraio | Denver Open 1980 Denver, Stati Uniti Sintetico indoor – 125 000 $ – S32/D16 Singolare - Doppio                 | Kevin Curren Steve Denton 7–5, 6–2      | Wojciech Fibak Heinz Günthardt | Vincent Van patten Stan Smith                        | Roscoe Tanner Brian Gottfried Andrés Gómez Fritz Buehning         |
| 18 febbraio | WCT Invitational 1980 Salisbury, Stati Uniti Sintetico indoor - 200 000 $ – S8 Singolare                       | Björn Borg 7–5, 6–1, 6–3                | Vijay Amritraj                 |                                                      | Round Robin Ilie Năstase Jimmy Connors John Alexander Eddie Dibbs |
| 25 febbraio | Lagos Open 1980 Lagos, Nigeria Terra rossa – 50 000 $ – S32/D16 Singolare - Doppio                             | Peter Feigl 6-2 6-3 6-2                 | Harry Fritz                    | Chris Mayotte Werner Zirngibl                        | Kjell Johansson Ismail El Shafei Peter Elter Sashi Menon          |
| 25 febbraio | Lagos Open 1980 Lagos, Nigeria Terra rossa – 50 000 $ – S32/D16 Singolare - Doppio                             | Tony Graham Bruce Nichols 6–3, 0–6, 6–3 | Kjell Johansson Leo Palin      | Chris Mayotte Werner Zirngibl                        | Kjell Johansson Ismail El Shafei Peter Elter Sashi Menon          |
| 25 febbraio | U.S. Indoor National Championships 1980 Memphis, USA Sintetico indoor – 250 000 $ – S48/D28 Singolare - Doppio | John McEnroe 7-6 7-6                    | Jimmy Connors                  | Bernie Mitton Harold Solomon                         | Robert Lutz Sherwood Stewart Roscoe Tanner John Sadri             |
| 25 febbraio | U.S. Indoor National Championships 1980 Memphis, USA Sintetico indoor – 250 000 $ – S48/D28 Singolare - Doppio | John McEnroe Brian Gottfried 6-3, 6-4   | Rod Frawley Tomáš Šmíd         | Bernie Mitton Harold Solomon                         | Robert Lutz Sherwood Stewart Roscoe Tanner John Sadri             |

### Marzo
| Settimana | Torneo | Vincitore                                      | Finalista                       | Semifinalisti                       | Eliminati ai quarti                                                       |
| --------- | --- | ---------------------------------------------- | ------------------------------- | ----------------------------------- | ------------------------------------------------------------------------- |
| 3 marzo   | Cairo Open 1980 Il Cairo, Egitto Terra rossa – 75 000 $ – S32/D16 Singolare - Doppio                      | Corrado Barazzutti 6-4 6-0                     | Paolo Bertolucci                | Patrice Dominguez Christophe Freyss | Jiří Hřebec Željko Franulović Terry Rocavert Kjell Johansson              |
| 3 marzo   | Cairo Open 1980 Il Cairo, Egitto Terra rossa – 75 000 $ – S32/D16 Singolare - Doppio                      | Ismail El Shafei Tom Okker 6–3, 3–6, 6–3       | Christophe Freyss Bernard Fritz | Patrice Dominguez Christophe Freyss | Jiří Hřebec Željko Franulović Terry Rocavert Kjell Johansson              |
| 3 marzo   | Washington Indoor 1980 Washington, Stati Uniti Sintetico indoor – 125 000 $ – S32/D16 Singolare - Doppio  | Victor Amaya 6-7 6-4 7-5                       | Ivan Lendl                      | Eddie Dibbs Eliot Teltscher         | Roscoe Tanner John Sadri Brian Teacher Harold Solomon                     |
| 3 marzo   | Washington Indoor 1980 Washington, Stati Uniti Sintetico indoor – 125 000 $ – S32/D16 Singolare - Doppio  | Brian Teacher Ferdi Taygan 4–6, 6–3, 7–6       | Kevin Curren Steve Denton       | Eddie Dibbs Eliot Teltscher         | Roscoe Tanner John Sadri Brian Teacher Harold Solomon                     |
| 10 marzo  | Rotterdam Open 1980 Rotterdam, Paesi Bassi Sintetico indoor – 175 000 $ – S32/D16 Singolare - Doppio      | Heinz Günthardt 6-2 6-4                        | Gene Mayer                      | Paul McNamee Ivan Lendl             | Christofer Delaney Vijay Amritraj Ilie Năstase John Sadri                 |
| 10 marzo  | Rotterdam Open 1980 Rotterdam, Paesi Bassi Sintetico indoor – 175 000 $ – S32/D16 Singolare - Doppio      | Vijay Amritraj Stan Smith 6–4, 6–3             | Bill Scanlon Brian Teacher      | Paul McNamee Ivan Lendl             | Christofer Delaney Vijay Amritraj Ilie Năstase John Sadri                 |
| 10 marzo  | Costarica Open 1980 San José, Costa Rica Cemento – 50 000 $ – S32/D16 Singolare - Doppio                  | José Luis Clerc 4-6 2-6 ritiro                 | Jimmy Connors                   | John Austin Steve Krulevitz         | George Hardie Erik Van Dillen Sashi Menon Anand Amritraj                  |
| 10 marzo  | Costarica Open 1980 San José, Costa Rica Cemento – 50 000 $ – S32/D16 Singolare - Doppio                  | Álvaro Fillol Jaime Fillol 6-2, 7-6            | Anand Amritraj Nick Saviano     | John Austin Steve Krulevitz         | George Hardie Erik Van Dillen Sashi Menon Anand Amritraj                  |
| 10 marzo  | Stuttgart Indoor 1980 Stoccarda, Germania Cemento indoor – 75 000 $ – S32/D16 Singolare - Doppio          | Tomáš Šmíd 6-1 6-3 5-7 1-6 6-4                 | Mark Cox                        | Rod Frawley Kim Warwick             | Wojciech Fibak Reinhart Probst Tenny Svensson Patrick Proisy              |
| 10 marzo  | Stuttgart Indoor 1980 Stoccarda, Germania Cemento indoor – 75 000 $ – S32/D16 Singolare - Doppio          | Wojciech Fibak Tomáš Šmíd 6-4, 7-6             | Tim Mayotte Larry Stefanki      | Rod Frawley Kim Warwick             | Wojciech Fibak Reinhart Probst Tenny Svensson Patrick Proisy              |
| 17 marzo  | Frankfurt Grand Prix 1980 Francoforte, Germania Sintetico indoor – 175 000 $ – S32/D16 Singolare - Doppio | Stan Smith 2-6 7-6 6-2                         | Johan Kriek                     | Tim Gullikson Brian Gottfried       | Tomáš Šmíd Raúl Ramírez Heinz Günthardt Butch Walts                       |
| 17 marzo  | Frankfurt Grand Prix 1980 Francoforte, Germania Sintetico indoor – 175 000 $ – S32/D16 Singolare - Doppio | Vijay Amritraj Stan Smith 6–7, 6–2, 6–2        | Andrew Pattison Butch Walts     | Tim Gullikson Brian Gottfried       | Tomáš Šmíd Raúl Ramírez Heinz Günthardt Butch Walts                       |
| 17 marzo  | Lorraine Open 1980 Metz, Francia Sintetico indoor – 50 000 $ – S32/D16 Singolare - Doppio                 | Gene Mayer 6-3 6-3 6-0                         | Gianni Ocleppo                  | Peter McNamara Colin Dibley         | Christofer Delaney Sean Sorensen Carlos Kirmayr Christophe Roger-Vasselin |
| 17 marzo  | Lorraine Open 1980 Metz, Francia Sintetico indoor – 50 000 $ – S32/D16 Singolare - Doppio                 | Colin Dibley Gene Mayer 7–6, 7–5               | Chris Delaney Kim Warwick       | Peter McNamara Colin Dibley         | Christofer Delaney Sean Sorensen Carlos Kirmayr Christophe Roger-Vasselin |
| 24 marzo  | Dayton Open 1980 Dayton, Stati Uniti Sintetico indoor – 75 000 $ – S32/D16 Singolare - Doppio             | Wojciech Fibak 7-6 6-3                         | Bruce Manson                    | Geoff Masters Bernie Mitton         | Sashi Menon Marty Riessen Brian Teacher John Whitlinger                   |
| 24 marzo  | Dayton Open 1980 Dayton, Stati Uniti Sintetico indoor – 75 000 $ – S32/D16 Singolare - Doppio             | Wojciech Fibak Geoff Masters 6-4, 6-4          | Fritz Buehning Fred McNair      | Geoff Masters Bernie Mitton         | Sashi Menon Marty Riessen Brian Teacher John Whitlinger                   |
| 24 marzo  | Milan Indoor 1980 Milano, Italia Sintetico indoor – 200 000 $ – S32/D16 Singolare - Doppio                | John McEnroe 6-1 6-4                           | Vijay Amritraj                  | Ivan Lendl Rod Frawley              | Andrew Pattison Bill Scanlon José Luis Clerc Peter Fleming                |
| 24 marzo  | Milan Indoor 1980 Milano, Italia Sintetico indoor – 200 000 $ – S32/D16 Singolare - Doppio                | Peter Fleming John McEnroe 6–4, 6–3            | Andrew Pattison Butch Walts     | Ivan Lendl Rod Frawley              | Andrew Pattison Bill Scanlon José Luis Clerc Peter Fleming                |
| 24 marzo  | ATP Nizza 1980 Nizza, Francia Terra rossa – 50 000 $ – S32/D16 Singolare - Doppio                         | Björn Borg 6-2 6-0 6-1                         | Manuel Orantes                  | Fernando Luna Corrado Barazzutti    | Peter McNamara Peter Elter Jairo Velasco, Sr. Gilles Moretton             |
| 24 marzo  | ATP Nizza 1980 Nizza, Francia Terra rossa – 50 000 $ – S32/D16 Singolare - Doppio                         | Chris Delaney Kim Warwick 6-4, 6-0             | Stanislav Birner Jiří Hřebec    | Fernando Luna Corrado Barazzutti    | Peter McNamara Peter Elter Jairo Velasco, Sr. Gilles Moretton             |
| 31 marzo  | Monte Carlo Open 1980 Monte Carlo, Monaco Terra rossa – 175 000 $ – S32/D16 Singolare - Doppio            | Björn Borg 6-1 6-0 6-2                         | Guillermo Vilas                 | Vitas Gerulaitis Tomáš Šmíd         | José Luis Clerc Hans Gildemeister Jean-François Caujolle John McEnroe     |
| 31 marzo  | Monte Carlo Open 1980 Monte Carlo, Monaco Terra rossa – 175 000 $ – S32/D16 Singolare - Doppio            | Paolo Bertolucci Adriano Panatta 6-2, 5-7, 6-4 | Vitas Gerulaitis John McEnroe   | Vitas Gerulaitis Tomáš Šmíd         | José Luis Clerc Hans Gildemeister Jean-François Caujolle John McEnroe     |
| 31 marzo  | New Orleans Open 1980 New Orleans, Stati Uniti Sintetico indoor – 75 000 $ – S32/D16 Singolare - Doppio   | Wojciech Fibak 6-4 7-5                         | Eliot Teltscher                 | Ferdi Taygan Terry Moor             | Roscoe Tanner Brian Teacher Bruce Manson Vincent Van patten               |
| 31 marzo  | New Orleans Open 1980 New Orleans, Stati Uniti Sintetico indoor – 75 000 $ – S32/D16 Singolare - Doppio   | Terry Moor Eliot Teltscher 6–3, 1–6, 6–3       | Raymond Moore Robert Trogolo    | Ferdi Taygan Terry Moor             | Roscoe Tanner Brian Teacher Bruce Manson Vincent Van patten               |
| 31 marzo  | Palm Harbor Open 1980 Palm Harbor, Stati Uniti Cemento – 50 000 $ – S32/D16 Singolare - Doppio            | Paul McNamee 6-4 6-3                           | Stan Smith                      | Bernie Mitton Mike Cahill           | Steve Krulevitz George Hardie Steve Docherty Byron Bertram                |
| 31 marzo  | Palm Harbor Open 1980 Palm Harbor, Stati Uniti Cemento – 50 000 $ – S32/D16 Singolare - Doppio            | Paul Kronk Paul McNamee 6-4, 7-5               | Steve Docherty John James       | Bernie Mitton Mike Cahill           | Steve Krulevitz George Hardie Steve Docherty Byron Bertram                |

### Aprile
| Settimana | Torneo | Vincitore                               | Finalista                        | Semifinalisti                  | Eliminati ai quarti                                        |
| --------- | --- | --------------------------------------- | -------------------------------- | ------------------------------ | ---------------------------------------------------------- |
| 7 aprile  | Houston Open 1980 Houston, Stati Uniti Terra rossa – 175 000 $ – S32/D16 Singolare - Doppio                 | Ivan Lendl 6-1 6-3                      | Eddie Dibbs                      | Brian Gottfried Bill Scanlon   | José Higueras Marty Riessen Rod Frawley Eliot Teltscher    |
| 7 aprile  | Houston Open 1980 Houston, Stati Uniti Terra rossa – 175 000 $ – S32/D16 Singolare - Doppio                 | Peter McNamara Paul McNamee 6-4, 6-4    | Marty Riessen Sherwood Stewart   | Brian Gottfried Bill Scanlon   | José Higueras Marty Riessen Rod Frawley Eliot Teltscher    |
| 7 aprile  | ATP Tulsa 1980 Tulsa, Stati Uniti Cemento indoor – 50 000 $ – S32/D16 Singolare - Doppio                    | Howard Schoenfield 5-7 6-1 6-0          | Trey Waltke                      | Van Winitsky Robert Lutz       | Randy Crawford Bruce Manson Joel Bailey Steve Krulevitz    |
| 7 aprile  | ATP Tulsa 1980 Tulsa, Stati Uniti Cemento indoor – 50 000 $ – S32/D16 Singolare - Doppio                    | Robert Lutz Dick Stockton 2–6, 7–6, 6–2 | Francisco González Van Winitsky  | Van Winitsky Robert Lutz       | Randy Crawford Bruce Manson Joel Bailey Steve Krulevitz    |
| 7 aprile  | Johannesburg Indoor 1980 Johannesburg, Sudafrica Cemento – 75 000 $ – S32/D16 Singolare - Doppio            | Heinz Günthardt 6-4 6-4                 | Victor Amaya                     | José Luis Clerc Carlos Kirmayr | Patrick Proisy Deon Joubert Shlomo Glickstein Ferdi Taygan |
| 7 aprile  | Johannesburg Indoor 1980 Johannesburg, Sudafrica Cemento – 75 000 $ – S32/D16 Singolare - Doppio            | Bob Hewitt Frew McMillan 6-4, 6-3       | Colin Dowdeswell Heinz Günthardt | José Luis Clerc Carlos Kirmayr | Patrick Proisy Deon Joubert Shlomo Glickstein Ferdi Taygan |
| 14 aprile | Los Angeles Open 1980 Los Angeles, California, Stati Uniti Cemento – 175 000 $ – S48/D24 Singolare - Doppio | Gene Mayer 6-3 6-2                      | Brian Teacher                    | Bill Scanlon Roscoe Tanner     | Stan Smith Yannick Noah Butch Walts Ivan Lendl             |
| 14 aprile | Los Angeles Open 1980 Los Angeles, California, Stati Uniti Cemento – 175 000 $ – S48/D24 Singolare - Doppio | Brian Teacher Butch Walts 6-2, 6-4      | Anand Amritraj John Austin       | Bill Scanlon Roscoe Tanner     | Stan Smith Yannick Noah Butch Walts Ivan Lendl             |
| 21 aprile | Alan King Tennis Classic 1980 Las Vegas, Stati Uniti Cemento – 300 000 $ – S32/D16 Singolare - Doppio       | Björn Borg 6-3 6-1                      | Harold Solomon                   | Vitas Gerulaitis Ivan Lendl    | Victor Amaya Raúl Ramírez Brian Teacher John McEnroe       |
| 21 aprile | Alan King Tennis Classic 1980 Las Vegas, Stati Uniti Cemento – 300 000 $ – S32/D16 Singolare - Doppio       | Robert Lutz Stan Smith 6–2, 7–5         | Wojciech Fibak Gene Mayer        | Vitas Gerulaitis Ivan Lendl    | Victor Amaya Raúl Ramírez Brian Teacher John McEnroe       |
| 28 aprile | WCT Finals 1980 Dallas, Stati Uniti Sintetico indoor – 200 000 $ – S8 Singolare                             | Jimmy Connors 2–6, 7–6, 6–1, 6–2        | John McEnroe                     | Johan Kriek Ivan Lendl         | Heinz Günthardt John Sadri Vijay Amritraj Bill Scanlon     |
| 28 aprile | ATP San Paolo 1980 San Paolo, Brasile Sintetico indoor – 175 000 $ – S32/D16 Singolare - Doppio             | Wojciech Fibak 6-0 7-6                  | Vincent Van Patten               | Thomaz Koch Bernie Mitton      | Víctor Pecci Chris Lewis Carlos Kirmayr Byron Bertram      |
| 28 aprile | ATP San Paolo 1980 San Paolo, Brasile Sintetico indoor – 175 000 $ – S32/D16 Singolare - Doppio             | Anand Amritraj Fritz Buehning 7-6, 6-2  | David Carter Chris Lewis         | Thomaz Koch Bernie Mitton      | Víctor Pecci Chris Lewis Carlos Kirmayr Byron Bertram      |

### Maggio
| Settimana          | Torneo | Vincitore                                           | Finalista                        | Semifinalisti                   | Eliminati ai quarti                                                    |
| ------------------ | --- | --------------------------------------------------- | -------------------------------- | ------------------------------- | ---------------------------------------------------------------------- |
| 5 maggio           | WCT Tournament of Champions 1980 Forest Hills, Stati Uniti Terra rossa – 500 000 $ – S28/D16 Singolare - Doppio          | Vitas Gerulaitis 2-6 6-2 6-0                        | John McEnroe                     | Raúl Ramírez Vijay Amritraj     | Brian Teacher Wojciech Fibak Balázs Taróczy Víctor Pecci               |
| 5 maggio           | WCT Tournament of Champions 1980 Forest Hills, Stati Uniti Terra rossa – 500 000 $ – S28/D16 Singolare - Doppio          | Peter Fleming John McEnroe 6–2, 5–7, 6–2            | Peter McNamara Paul McNamee      | Raúl Ramírez Vijay Amritraj     | Brian Teacher Wojciech Fibak Balázs Taróczy Víctor Pecci               |
| 12 maggio          | ATP Firenze 1980 Firenze, Italia Terra rossa – 50 000 $ – S32/D16 Singolare - Doppio                                     | Adriano Panatta 6-2 2-6 6-4                         | Raúl Ramírez                     | Gianni Ocleppo Phil Dent        | José Luis Clerc Stefan Simonsson John Alexander Jean-François Caujolle |
| 12 maggio          | ATP Firenze 1980 Firenze, Italia Terra rossa – 50 000 $ – S32/D16 Singolare - Doppio                                     | Gene Mayer Raúl Ramírez 6-1, 6-4                    | Paolo Bertolucci Adriano Panatta | Gianni Ocleppo Phil Dent        | José Luis Clerc Stefan Simonsson John Alexander Jean-François Caujolle |
| 12 maggio          | ATP German Open 1980 Amburgo, Germania dell'Ovest Terra rossa – 200 000 $ – S64/D32 Singolare - Doppio                   | Harold Solomon 6-7, 6-2, 6-4, 2-6, 6-3              | Guillermo Vilas                  | Ivan Lendl Eliot Teltscher      | Andrés Gómez Balázs Taróczy John Yuill Manuel Orantes                  |
| 12 maggio          | ATP German Open 1980 Amburgo, Germania dell'Ovest Terra rossa – 200 000 $ – S64/D32 Singolare - Doppio                   | Heinz Gildemeister Andrés Gómez 6-3, 6-4            | Reinhart Probst Max Wunschig     | Ivan Lendl Eliot Teltscher      | Andrés Gómez Balázs Taróczy John Yuill Manuel Orantes                  |
| 19 maggio          | Internazionali d'Italia 1980 Roma, Italia Terra rossa – 200 000 $ – S64/D32 Singolare - Doppio                           | Guillermo Vilas 6-0 6-4 6-4                         | Yannick Noah                     | Eliot Teltscher Tomáš Šmíd      | Raúl Ramírez Ivan Lendl Corrado Barazzutti Manuel Orantes              |
| 19 maggio          | Internazionali d'Italia 1980 Roma, Italia Terra rossa – 200 000 $ – S64/D32 Singolare - Doppio                           | Mark Edmondson Kim Warwick 7–6, 7–6                 | Balázs Taróczy Eliot Teltscher   | Eliot Teltscher Tomáš Šmíd      | Raúl Ramírez Ivan Lendl Corrado Barazzutti Manuel Orantes              |
| 19 maggio          | Internazionali di Tennis di Baviera 1980 Monaco di Baviera, Germania Terra rossa – 75 000 $ – S32/D16 Singolare - Doppio | Rolf Gehring 6-2, 0-6, 6-2, 6-2                     | Christophe Freyss                | Stefan Simonsson Klaus Eberhard | Pavel Složil Christophe Roger-Vasselin Terry Moor Željko Franulović    |
| 19 maggio          | Internazionali di Tennis di Baviera 1980 Monaco di Baviera, Germania Terra rossa – 75 000 $ – S32/D16 Singolare - Doppio | Heinz Günthardt Bob Hewitt 7-6, 6-1                 | David Carter Chris Lewis         | Stefan Simonsson Klaus Eberhard | Pavel Složil Christophe Roger-Vasselin Terry Moor Željko Franulović    |
| 26 maggio 2 giugno | Open di Francia 1980 Parigi, Francia Grande Slam Terra rossa – 400 000 $ Singolare - Doppio - Doppio misto               | Björn Borg 6-4 6-1 6-2                              | Vitas Gerulaitis                 | Harold Solomon Jimmy Connors    | Corrado Barazzutti Guillermo Vilas Hans Gildemeister Wojciech Fibak    |
| 26 maggio 2 giugno | Open di Francia 1980 Parigi, Francia Grande Slam Terra rossa – 400 000 $ Singolare - Doppio - Doppio misto               | Victor Amaya Hank Pfister 1–6, 6–4, 6–4, 6–3        | Brian Gottfried Raúl Ramírez     | Harold Solomon Jimmy Connors    | Corrado Barazzutti Guillermo Vilas Hans Gildemeister Wojciech Fibak    |
| 26 maggio 2 giugno | Open di Francia 1980 Parigi, Francia Grande Slam Terra rossa – 400 000 $ Singolare - Doppio - Doppio misto               | Doppio misto: Anne Smith Billy Martin 2–6, 6–4, 8–6 | Renáta Tomanová Stanislav Birner | Harold Solomon Jimmy Connors    | Corrado Barazzutti Guillermo Vilas Hans Gildemeister Wojciech Fibak    |

### Giugno
| Settimana           | Torneo | Vincitore                                               | Finalista                                 | Semifinalisti                            | Eliminati ai quarti                                              |
| ------------------- | --- | ------------------------------------------------------- | ----------------------------------------- | ---------------------------------------- | ---------------------------------------------------------------- |
| 2 giugno            | Manchester Open 1980 Manchester, Gran Bretagna Erba – 25 000 $ – S64/D32 Singolare - Doppio               | Roscoe Tanner 6–3, 6–4                                  | Stan Smith                                | Brian Teacher Dick Stockton              | Tim Wilkison John Sadri Dennis Ralston Pat Du Pré                |
| 2 giugno            | Manchester Open 1980 Manchester, Gran Bretagna Erba – 25 000 $ – S64/D32 Singolare - Doppio               | Tim Wilkison John Sadri 6–3, 6–4                        | Dennis Ralston Roscoe Tanner              | Brian Teacher Dick Stockton              | Tim Wilkison John Sadri Dennis Ralston Pat Du Pré                |
| 9 giugno            | Brussels Outdoor 1980 Bruxelles, Belgio Terra rossa – 50 000 $ – S32/D16 Singolare - Doppio               | Peter McNamara 7-6 6-3 6-0                              | Balázs Taróczy                            | Eddie Dibbs Gustavo Guerrero             | Christophe Freyss Patrice Dominguez Andreas Maurer Fernando Luna |
| 9 giugno            | Brussels Outdoor 1980 Bruxelles, Belgio Terra rossa – 50 000 $ – S32/D16 Singolare - Doppio               | Steve Krulevitz Thierry Stevaux 6–3, 7–5                | Eric Fromm Cary Leeds                     | Eddie Dibbs Gustavo Guerrero             | Christophe Freyss Patrice Dominguez Andreas Maurer Fernando Luna |
| 9 giugno            | Queen's Club Championships 1980 Londra, Gran Bretagna Erba – 130 000 $ – S64/D32 Singolare - Doppio       | John McEnroe 6-3 6-1                                    | Kim Warwick                               | Víctor Pecci Vitas Gerulaitis            | Vijay Amritraj Roscoe Tanner Peter Rennert Stan Smith            |
| 9 giugno            | Queen's Club Championships 1980 Londra, Gran Bretagna Erba – 130 000 $ – S64/D32 Singolare - Doppio       | Rod Frawley Geoff Masters 6–2, 4–6, 11–9                | Paul McNamee Sherwood Stewart             | Víctor Pecci Vitas Gerulaitis            | Vijay Amritraj Roscoe Tanner Peter Rennert Stan Smith            |
| 16 giugno           | Surrey Grass Court Championships 1980 Surbiton, Inghilterra Erba – 50 000 $ – S32/D16 Singolare - Doppio  | Brian Gottfried 6-3 6-3                                 | Sandy Mayer                               | Chris Lewis Peter Feigl                  | Raúl Ramírez Hank Pfister Brad Drewett Bill Scanlon              |
| 16 giugno           | Surrey Grass Court Championships 1980 Surbiton, Inghilterra Erba – 50 000 $ – S32/D16 Singolare - Doppio  | Mark Edmondson Kim Warwick 7–6, 6–7, 6–7, 7–6, 15–13    | Andrew Pattison Butch Walts               | Chris Lewis Peter Feigl                  | Raúl Ramírez Hank Pfister Brad Drewett Bill Scanlon              |
| 16 giugno           | Vienna Open 1980 Vienna, Austria Terra rossa – 50 000 $ – S32/D16 Singolare - Doppio                      | Ángel Giménez 1-6 1-1 ritiro                            | Tomáš Šmíd                                | Peter McNamara Christophe Roger-Vasselin | Fernando Luna Patrick Proisy Pedro Rebolledo Paolo Bertolucci    |
| 16 giugno           | Vienna Open 1980 Vienna, Austria Terra rossa – 50 000 $ – S32/D16 Singolare - Doppio                      | Gianni Ocleppo Christophe Roger-Vasselin walkover       | Pavel Složil Tomáš Šmíd                   | Peter McNamara Christophe Roger-Vasselin | Fernando Luna Patrick Proisy Pedro Rebolledo Paolo Bertolucci    |
| 23 giugno 30 giugno | Torneo di Wimbledon 1980 Wimbledon, Gran Bretagna Grande Slam Erba – 300 000 $ Singolare - Doppio - Misto | Björn Borg 1–6, 7–5, 6–3, 6(16)–7, 8–6                  | John McEnroe                              | Brian Gottfried Jimmy Connors            | Gene Mayer Wojciech Fibak Roscoe Tanner Peter Fleming            |
| 23 giugno 30 giugno | Torneo di Wimbledon 1980 Wimbledon, Gran Bretagna Grande Slam Erba – 300 000 $ Singolare - Doppio - Misto | Peter McNamara Paul McNamee 7–6(5), 6–3, 6(4)–7, 6–4    | Robert Lutz Stan Smith                    | Brian Gottfried Jimmy Connors            | Gene Mayer Wojciech Fibak Roscoe Tanner Peter Fleming            |
| 23 giugno 30 giugno | Torneo di Wimbledon 1980 Wimbledon, Gran Bretagna Grande Slam Erba – 300 000 $ Singolare - Doppio - Misto | Doppio misto: Tracy Austin John Austin 4–6, 7–6(6), 6–3 | Dianne Fromholtz Balestrat Mark Edmondson | Brian Gottfried Jimmy Connors            | Gene Mayer Wojciech Fibak Roscoe Tanner Peter Fleming            |

### Luglio
| Settimana | Torneo | Vincitore                                  | Finalista                       | Semifinalisti                   | Eliminati ai quarti                                           |
| --------- | --- | ------------------------------------------ | ------------------------------- | ------------------------------- | ------------------------------------------------------------- |
| 7 luglio  | Swiss Open Gstaad 1980 Gstaad, Svizzera Terra rossa – 125 000 $ – S32/D16 Singolare - Doppio                               | Heinz Günthardt 4-6 6-4 7-6                | Kim Warwick                     | Balázs Taróczy Marcos Hocevar   | Chris Lewis Paul McNamee Peter McNamara Shlomo Glickstein     |
| 7 luglio  | Swiss Open Gstaad 1980 Gstaad, Svizzera Terra rossa – 125 000 $ – S32/D16 Singolare - Doppio                               | Colin Dowdeswell Ismail El Shafei 6-4, 6-4 | Mark Edmondson Kim Warwick      | Balázs Taróczy Marcos Hocevar   | Chris Lewis Paul McNamee Peter McNamara Shlomo Glickstein     |
| 7 luglio  | Hall of Fame Tennis Championships 1980 Newport, USA Erba – 100 000 $ – S32/D16 Singolare - Doppio                          | Vijay Amritraj 6-1 5-7 6-3                 | Andrew Pattison                 | John Sadri Nick Saviano         | Butch Walts Hank Pfister Bernie Mitton Billy Martin           |
| 7 luglio  | Hall of Fame Tennis Championships 1980 Newport, USA Erba – 100 000 $ – S32/D16 Singolare - Doppio                          | Andrew Pattison Butch Walts 7-6, 6-4       | Fritz Buehning Peter Rennert    | John Sadri Nick Saviano         | Butch Walts Hank Pfister Bernie Mitton Billy Martin           |
| 14 luglio | Swedish Open 1980 Båstad, Svezia Terra rossa – 75 000 $ – S32/D16 Singolare - Doppio                                       | Balázs Taróczy 6-3 3-6 7-6                 | Tony Giammalva                  | Birger Andersson Paul Kronk     | Kjell Johansson Mario Martínez Peter McNamara Heinz Günthardt |
| 14 luglio | Swedish Open 1980 Båstad, Svezia Terra rossa – 75 000 $ – S32/D16 Singolare - Doppio                                       | Heinz Günthardt Markus Günthardt 6-4, 6-4  | John Feaver Peter McNamara      | Birger Andersson Paul Kronk     | Kjell Johansson Mario Martínez Peter McNamara Heinz Günthardt |
| 14 luglio | U.S. Pro Tennis Championships 1980 Boston, Massachusetts, Stati Uniti Terra rossa – 175 000 $ – S64/D32 Singolare - Doppio | Eddie Dibbs 6-2 6-1                        | Gene Mayer                      | José Luis Clerc José Higueras   | Jimmy Connors Hans Gildemeister Víctor Pecci Van Winitsky     |
| 14 luglio | U.S. Pro Tennis Championships 1980 Boston, Massachusetts, Stati Uniti Terra rossa – 175 000 $ – S64/D32 Singolare - Doppio | Gene Mayer Sandy Mayer 1-6, 6-4, 6-4       | Hans Gildemeister Andrés Gómez  | José Luis Clerc José Higueras   | Jimmy Connors Hans Gildemeister Víctor Pecci Van Winitsky     |
| 14 luglio | Mercedes Cup 1980 Stoccarda, Germania Terra rossa – 75 000 $ – S32/D16 Singolare - Doppio                                  | Vitas Gerulaitis 6-2 7-5 6-2               | Wojciech Fibak                  | Rolf Gehring Jairo Velasco, Sr. | Ilie Năstase Ulrich Marten Chris Lewis Željko Franulović      |
| 14 luglio | Mercedes Cup 1980 Stoccarda, Germania Terra rossa – 75 000 $ – S32/D16 Singolare - Doppio                                  | Colin Dowdeswell Frew McMillan 6-3, 6-4    | Chris Lewis John Yuill          | Rolf Gehring Jairo Velasco, Sr. | Ilie Năstase Ulrich Marten Chris Lewis Željko Franulović      |
| 21 luglio | Dutch Open 1980 Hilversum, Paesi Bassi Terra rossa – 75 000 $ – S32/D16 Singolare - Doppio                                 | Balázs Taróczy 6-3 6-2 6-1                 | Haroon Ismail                   | Buster Mottram Dominique Bedel  | Per Hjertquist Tom Okker Ángel Giménez Peter Elter            |
| 21 luglio | Dutch Open 1980 Hilversum, Paesi Bassi Terra rossa – 75 000 $ – S32/D16 Singolare - Doppio                                 | Tom Okker Balázs Taróczy 7-5 6-3 7-6       | Tony Giammalva Buster C Mottram | Buster Mottram Dominique Bedel  | Per Hjertquist Tom Okker Ángel Giménez Peter Elter            |
| 21 luglio | Austrian Open 1980 Kitzbühel, Austria Terra rossa – 75 000 $ – S32/D16 Singolare - Doppio                                  | Guillermo Vilas 6-3 6-2 6-2                | Ivan Lendl                      | Carlos Kirmayr Peter McNamara   | Chris Lewis Ilie Năstase Hans Kary Pavel Složil               |
| 21 luglio | Austrian Open 1980 Kitzbühel, Austria Terra rossa – 75 000 $ – S32/D16 Singolare - Doppio                                  | Klaus Eberhard Ulrich Marten 6-4, 3-6, 6-4 | Carlos Kirmayr Chris Lewis      | Carlos Kirmayr Peter McNamara   | Chris Lewis Ilie Năstase Hans Kary Pavel Složil               |
| 21 luglio | Washington Open 1980 Washington, Stati Uniti Terra rossa – 175 000 $ – S64/D32 Singolare - Doppio                          | Brian Gottfried 7-5 4-6 6-4                | José Luis Clerc                 | Corrado Barazzutti Gene Mayer   | Pascal Portes Ricardo Ycaza Víctor Pecci Željko Franulović    |
| 21 luglio | Washington Open 1980 Washington, Stati Uniti Terra rossa – 175 000 $ – S64/D32 Singolare - Doppio                          | Hans Gildemeister Andrés Gómez 6-4, 7-5    | Gene Mayer Sandy Mayer          | Corrado Barazzutti Gene Mayer   | Pascal Portes Ricardo Ycaza Víctor Pecci Željko Franulović    |
| 28 luglio | ATP Volvo International 1980 North Conway, Stati Uniti Terra rossa – 175 000 $ – S64/D32 Singolare - Doppio                | Jimmy Connors 6-3 5-7 6-1                  | Eddie Dibbs                     | Ivan Lendl Harold Solomon       | Pat Du Pré Wojciech Fibak Eliot Teltscher Terry Moor          |
| 28 luglio | ATP Volvo International 1980 North Conway, Stati Uniti Terra rossa – 175 000 $ – S64/D32 Singolare - Doppio                | Jimmy Connors Brian Gottfried 7–6, 6–2     | Kevin Curren Steve Denton       | Ivan Lendl Harold Solomon       | Pat Du Pré Wojciech Fibak Eliot Teltscher Terry Moor          |
| 28 luglio | South Orange Open 1980 South Orange, Stati Uniti Terra rossa – 75 000 $ – S32/D16 Singolare - Doppio                       | José Luis Clerc 6-3 6-2                    | John McEnroe                    | David Carter Alvaro Betancur    | Van Winitsky Fernando Maynetto Blaine Willenborg Ricardo Cano |
| 28 luglio | South Orange Open 1980 South Orange, Stati Uniti Terra rossa – 75 000 $ – S32/D16 Singolare - Doppio                       | William Maze John McEnroe 7–6, 6–4         | Fritz Buehning Van Winitsky     | David Carter Alvaro Betancur    | Van Winitsky Fernando Maynetto Blaine Willenborg Ricardo Cano |

### Agosto
| Settimana              | Torneo | Vincitore                                           | Finalista                     | Semifinalisti                    | Eliminati ai quarti                                                  |
| ---------------------- | --- | --------------------------------------------------- | ----------------------------- | -------------------------------- | -------------------------------------------------------------------- |
| 4 agosto               | Columbus Open 1980 Columbus, Stati Uniti Cemento – 75 000 $ – S32/D16 Singolare - Doppio                                 | Robert Lutz 6-4 6-3                                 | Terry Rocavert                | Tom Cain Brian Gottfried         | Sandy Mayer Francisco González Brian Teacher Trey Waltke             |
| 4 agosto               | Columbus Open 1980 Columbus, Stati Uniti Cemento – 75 000 $ – S32/D16 Singolare - Doppio                                 | Brian Gottfried Sandy Mayer 6–4, 6–2                | Peter Fleming Eliot Teltscher | Tom Cain Brian Gottfried         | Sandy Mayer Francisco González Brian Teacher Trey Waltke             |
| 4 agosto               | U.S. Men's Clay Court Championships 1980 Indianapolis, Indiana, USA Terra rossa – 200 000 $ – S64/D32 Singolare - Doppio | José Luis Clerc 7-5 6-3                             | Mel Purcell                   | José Higueras Mario Martínez     | Terry Moor Eliot Teltscher Eddie Dibbs Wojciech Fibak                |
| 4 agosto               | U.S. Men's Clay Court Championships 1980 Indianapolis, Indiana, USA Terra rossa – 200 000 $ – S64/D32 Singolare - Doppio | Kevin Curren Steve Denton 3-6, 7-6, 6-4             | Wojciech Fibak Ivan Lendl     | José Higueras Mario Martínez     | Terry Moor Eliot Teltscher Eddie Dibbs Wojciech Fibak                |
| 11 agosto              | ATP Cleveland 1980 Cleveland, Stati Uniti Cemento – 75 000 $ – S32/D16 Singolare - Doppio                                | Gene Mayer 6-2 6-1                                  | Victor Amaya                  | Guillermo Vilas Buster Mottram   | Nick Saviano Gianni Ocleppo Christophe Roger-Vasselin Bruce Foxworth |
| 11 agosto              | ATP Cleveland 1980 Cleveland, Stati Uniti Cemento – 75 000 $ – S32/D16 Singolare - Doppio                                | Victor Amaya Gene Mayer 6–4, 6–2                    | Fred McNair Sashi Menon       | Guillermo Vilas Buster Mottram   | Nick Saviano Gianni Ocleppo Christophe Roger-Vasselin Bruce Foxworth |
| 11 agosto              | Canada Open 1980 Toronto, Canada Cemento – 175 000 $ – S64/D32 Singolare - Doppio                                        | Ivan Lendl 4-6, 5-4, ritiro                         | Björn Borg                    | Sandy Mayer Paul Kronk           | John Sadri Tom Leonard Brian Teacher Trey Waltke                     |
| 11 agosto              | Canada Open 1980 Toronto, Canada Cemento – 175 000 $ – S64/D32 Singolare - Doppio                                        | Bruce Manson Brian Teacher 6–3, 3-6, 6-4            | Heinz Günthardt Sandy Mayer   | Sandy Mayer Paul Kronk           | John Sadri Tom Leonard Brian Teacher Trey Waltke                     |
| 11 agosto              | Stowe Open 1980 Stowe, Stati Uniti Cemento – 75 000 $ – S32/D16 Singolare - Doppio                                       | Robert Lutz 6-3 6-1                                 | Johan Kriek                   | Shlomo Glickstein Vijay Amritraj | Ferdi Taygan Bernie Mitton Vincent Van Patten Roscoe Tanner          |
| 11 agosto              | Stowe Open 1980 Stowe, Stati Uniti Cemento – 75 000 $ – S32/D16 Singolare - Doppio                                       | Robert Lutz Bernard Mitton 6–4, 6–3                 | Ilie Năstase Ferdi Taygan     | Shlomo Glickstein Vijay Amritraj | Ferdi Taygan Bernie Mitton Vincent Van Patten Roscoe Tanner          |
| 18 agosto              | Atlanta Open 1980 Atlanta, Stati Uniti Cemento – 75 000 $ – S32/D16 Singolare - Doppio                                   | Eliot Teltscher 6-2 6-2                             | Terry Moor                    | Kevin Curren Buster Mottram      | Tony Giammalva Butch Walts Mel Purcell Eddie Dibbs                   |
| 18 agosto              | Atlanta Open 1980 Atlanta, Stati Uniti Cemento – 75 000 $ – S32/D16 Singolare - Doppio                                   | Tom Gullikson Butch Walts 6-7, 7-6, 7-5             | Anand Amritraj John Austin    | Kevin Curren Buster Mottram      | Tony Giammalva Butch Walts Mel Purcell Eddie Dibbs                   |
| 18 agosto              | Cincinnati Open 1980 Cincinnati, Stati Uniti Cemento – 200 000 $ – S64/D32 Singolare - Doppio                            | Harold Solomon 7-6 6-3                              | Francisco González            | Jimmy Connors Pascal Portes      | Ivan Lendl Christophe Roger-Vasselin Roscoe Tanner Vijay Amritraj    |
| 18 agosto              | Cincinnati Open 1980 Cincinnati, Stati Uniti Cemento – 200 000 $ – S64/D32 Singolare - Doppio                            | Bruce Manson Brian Teacher 6-7, 7-5, 6-4            | Wojciech Fibak Ivan Lendl     | Jimmy Connors Pascal Portes      | Ivan Lendl Christophe Roger-Vasselin Roscoe Tanner Vijay Amritraj    |
| 25 agosto 1º settembre | US Open 1980 New York, Stati Uniti Grande Slam Cemento – 300 000 $ – 128S/64D Singolare - Doppio - Doppio misto          | John McEnroe 7–6(4), 6–1, 6(5)–7, 5–7, 6–4          | Björn Borg                    | Johan Kriek Jimmy Connors        | Roscoe Tanner Wojciech Fibak Eliot Teltscher Ivan Lendl              |
| 25 agosto 1º settembre | US Open 1980 New York, Stati Uniti Grande Slam Cemento – 300 000 $ – 128S/64D Singolare - Doppio - Doppio misto          | Robert Lutz Stan Smith 7–6, 3–6, 6–1, 3–6, 6–3      | John McEnroe Peter Fleming    | Johan Kriek Jimmy Connors        | Roscoe Tanner Wojciech Fibak Eliot Teltscher Ivan Lendl              |
| 25 agosto 1º settembre | US Open 1980 New York, Stati Uniti Grande Slam Cemento – 300 000 $ – 128S/64D Singolare - Doppio - Doppio misto          | Doppio misto: Wendy Turnbull Marty Riessen 7–5, 6–2 | Betty Stöve Frew McMillan     | Johan Kriek Jimmy Connors        | Roscoe Tanner Wojciech Fibak Eliot Teltscher Ivan Lendl              |

### Settembre
| Settimana    | Torneo | Vincitore                                       | Finalista                          | Semifinalisti                         | Eliminati ai quarti                                               |
| ------------ | --- | ----------------------------------------------- | ---------------------------------- | ------------------------------------- | ----------------------------------------------------------------- |
| 8 settembre  | British Hard Court Championships 1980 Bournemouth, Gran Bretagna Terra rossa– 50 000 $ – S32/D16 Singolare - Doppio       | Ángel Giménez 3-6 6-3 6-3                       | Shlomo Glickstein                  | Roberto Vizcaino Mallol Eddie Edwards | Kjell Johansson Jonathan Smith Robin Drysdale Mark Cox            |
| 8 settembre  | British Hard Court Championships 1980 Bournemouth, Gran Bretagna Terra rossa– 50 000 $ – S32/D16 Singolare - Doppio       | Eddie Edwards Lennert Edwards 6–3, 6–7, 8–6     | Andrew Jarrett Jonathan Smith      | Roberto Vizcaino Mallol Eddie Edwards | Kjell Johansson Jonathan Smith Robin Drysdale Mark Cox            |
| 8 settembre  | Campionati Internazionali di Sicilia 1980 Palermo, Italia Terra rossa – 100 000 $ – S32/D16 Singolare - Doppio            | Guillermo Vilas 6-4 6-0 6-0                     | Paul McNamee                       | Franco Merlone Adriano Panatta        | Gianni Ocleppo Phil Dent Mario Martínez Marco Armellini           |
| 8 settembre  | Campionati Internazionali di Sicilia 1980 Palermo, Italia Terra rossa – 100 000 $ – S32/D16 Singolare - Doppio            | Gianni Ocleppo Ricardo Ycaza 6-2, 6-2           | Víctor Pecci Balázs Taróczy        | Franco Merlone Adriano Panatta        | Gianni Ocleppo Phil Dent Mario Martínez Marco Armellini           |
| 8 settembre  | ATP World of Doubles 1980 Sawgrass, Stati Uniti Cemento – 175 000 $ – D32 Doppio                                          | Brian Gottfried Raúl Ramírez 7–6, 6–4, 2–6, 7–6 | Robert Lutz Stan Smith             |                                       |                                                                   |
| 22 settembre | ATP Bordeaux 1980 Bordeaux, Francia Terra rossa – 50 000 $ – S32/D16 Singolare - Doppio                                   | Mario Martínez 6-0 7-5 7-5                      | Gianni Ocleppo                     | Corrado Barazzutti Ricardo Ycaza      | Chris Lewis Tony Giammalva Jérôme Potier Hans Gildemeister        |
| 22 settembre | ATP Bordeaux 1980 Bordeaux, Francia Terra rossa – 50 000 $ – S32/D16 Singolare - Doppio                                   | John Feaver Gilles Moretton 6-3, 6-2            | Gianni Ocleppo Ricardo Ycaza       | Corrado Barazzutti Ricardo Ycaza      | Chris Lewis Tony Giammalva Jérôme Potier Hans Gildemeister        |
| 22 settembre | Geneva Open 1980 Ginevra, Svizzera Terra rossa – 75 000 $ – S32/D16 Singolare - Doppio                                    | Balázs Taróczy 6-3 6-2                          | Adriano Panatta                    | Wolfgang Popp Roland Stadler          | Harold Solomon Željko Franulović Heinz Günthardt Vitas Gerulaitis |
| 22 settembre | Geneva Open 1980 Ginevra, Svizzera Terra rossa – 75 000 $ – S32/D16 Singolare - Doppio                                    | Željko Franulović Balázs Taróczy –4, 4–6, 6–4   | Heinz Günthardt Markus Günthardt 6 | Wolfgang Popp Roland Stadler          | Harold Solomon Željko Franulović Heinz Günthardt Vitas Gerulaitis |
| 22 settembre | Pacific Coast Championships 1980 San Francisco, California, USA Sintetico indoor – 175 000 $ – S64/D32 Singolare - Doppio | Gene Mayer 6-2 2-6 6-1                          | Eliot Teltscher                    | Johan Kriek Robert Lutz               | John McEnroe Brian Gottfried Vincent Van patten Tim Mayotte       |
| 22 settembre | Pacific Coast Championships 1980 San Francisco, California, USA Sintetico indoor – 175 000 $ – S64/D32 Singolare - Doppio | Peter Fleming John McEnroe 6-4, 6-3             | Gene Mayer Sandy Mayer             | Johan Kriek Robert Lutz               | John McEnroe Brian Gottfried Vincent Van patten Tim Mayotte       |
| 29 settembre | Madrid Tennis Grand Prix 1980 Madrid, Spagna Terra rossa – 125 000 $ – S64/D32 Singolare - Doppio                         | José Luis Clerc 6-3, 1-6, 1-6, 6-4, 6-2         | Guillermo Vilas                    | Hans Gildemeister Ivan Lendl          | Mario Martínez Andrés Gómez Ross Case Balázs Taróczy              |
| 29 settembre | Madrid Tennis Grand Prix 1980 Madrid, Spagna Terra rossa – 125 000 $ – S64/D32 Singolare - Doppio                         | Hans Gildemeister Andrés Gómez 3-6, 6-3, 10-8   | Jan Kodeš Balázs Taróczy           | Hans Gildemeister Ivan Lendl          | Mario Martínez Andrés Gómez Ross Case Balázs Taróczy              |
| 29 settembre | Hawaiian Open 1980 Maui, Hawaii, Stati Uniti Cemento – 100 000 $ – S32/D16 Singolare - Doppio                             | Eliot Teltscher 7-6 6-3                         | Tim Wilkison                       | Trey Waltke Bill Scanlon              | Mel Purcell Bernie Mitton Sandy Mayer Wojciech Fibak              |
| 29 settembre | Hawaiian Open 1980 Maui, Hawaii, Stati Uniti Cemento – 100 000 $ – S32/D16 Singolare - Doppio                             | Peter Fleming John McEnroe 7–6, 6–7, 6–2        | Victor Amaya Hank Pfister          | Trey Waltke Bill Scanlon              | Mel Purcell Bernie Mitton Sandy Mayer Wojciech Fibak              |

### Ottobre
| Settimana  | Torneo | Vincitore                                 | Finalista                      | Semifinalisti                   | Eliminati ai quarti                                         |
| ---------- | --- | ----------------------------------------- | ------------------------------ | ------------------------------- | ----------------------------------------------------------- |
| 6 ottobre  | Torneo Godó 1980 Barcellona, Spagna Terra rossa – 175 000 $ – S64/D32 Singolare - Doppio                       | Ivan Lendl 6-4, 5-7, 6-4, 4-6, 6-1        | Guillermo Vilas                | José Luis Clerc Adriano Panatta | Balázs Taróczy Andrés Gómez Corrado Barazzutti Gabriel Urpi |
| 6 ottobre  | Torneo Godó 1980 Barcellona, Spagna Terra rossa – 175 000 $ – S64/D32 Singolare - Doppio                       | Steve Denton Ivan Lendl 6-2, 6-7, 6-3     | Pavel Složil Balázs Taróczy    | José Luis Clerc Adriano Panatta | Balázs Taróczy Andrés Gómez Corrado Barazzutti Gabriel Urpi |
| 6 ottobre  | South Pacific Tennis Classic 1980 Brisbane, Australia Erba – 50 000 $ – S32/D16 Singolare - Doppio             | John McEnroe 6-3 6-4                      | Phil Dent                      | Rod Frawley Dale Collings       | Christofer Delaney Mark Edmondson Rick Meyer Tony Roche     |
| 6 ottobre  | South Pacific Tennis Classic 1980 Brisbane, Australia Erba – 50 000 $ – S32/D16 Singolare - Doppio             | John McEnroe Matt Mitchell 8-6            | Phil Dent Rod Frawley          | Rod Frawley Dale Collings       | Christofer Delaney Mark Edmondson Rick Meyer Tony Roche     |
| 6 ottobre  | Tel Aviv Open 1980 Israele, Tel Aviv Cemento – 50 000 $ – S32/D16 Singolare - Doppio                           | Harold Solomon 6-2 6-3                    | Shlomo Glickstein              | Sammy Giammalva Ilie Năstase    | David Carter Tom Okker Onny Parun Per Hjertquist            |
| 6 ottobre  | Tel Aviv Open 1980 Israele, Tel Aviv Cemento – 50 000 $ – S32/D16 Singolare - Doppio                           | Per Hjertquist Steve Krulevitz 7–6, 6–3   | Eric Fromm Cary Leeds          | Sammy Giammalva Ilie Năstase    | David Carter Tom Okker Onny Parun Per Hjertquist            |
| 13 ottobre | Swiss Indoors 1980 Basilea, Svizzera Cemento indoor – 75 000 $ – S32/D16 Singolare - Doppio                    | Ivan Lendl 6-3, 6-2, 5-7, 0-6, 6-4        | Björn Borg                     | Tom Okker Per Hjertquist        | Sammy Giammalva Raymond Moore Eddie Dibbs Tomáš Šmíd        |
| 13 ottobre | Swiss Indoors 1980 Basilea, Svizzera Cemento indoor – 75 000 $ – S32/D16 Singolare - Doppio                    | Kevin Curren Steve Denton 6-7, 6-4, 6-4   | Bob Hewitt Frew McMillan       | Tom Okker Per Hjertquist        | Sammy Giammalva Raymond Moore Eddie Dibbs Tomáš Šmíd        |
| 13 ottobre | Guangzhou Open 1980 Canton, Cina Sintetico indoor – 50 000 $ – S32/D16 Singolare - Doppio                      | Jimmy Connors 6-2 6-4                     | Eliot Teltscher                | Terry Moor Brad Drewett         | Cliff Letcher Matt Mitchell Jaime Fillol Haroon Ismail      |
| 13 ottobre | Guangzhou Open 1980 Canton, Cina Sintetico indoor – 50 000 $ – S32/D16 Singolare - Doppio                      | Ross Case Jaime Fillol 6-2, 7-6           | Andy Kohlberg Larry Stefanki   | Terry Moor Brad Drewett         | Cliff Letcher Matt Mitchell Jaime Fillol Haroon Ismail      |
| 13 ottobre | Australian Indoor Championships 1980 Sydney, Australia Cemento indoor – 192 500 $ – S32/D16 Singolare - Doppio | John McEnroe 6-3 6-4 7-5                  | Vitas Gerulaitis               | Johan Kriek Gene Mayer          | Tim Gullikson Peter Feigl Bill Scanlon John Sadri           |
| 13 ottobre | Australian Indoor Championships 1980 Sydney, Australia Cemento indoor – 192 500 $ – S32/D16 Singolare - Doppio | Peter Fleming John McEnroe 4–6, 6–1, 6–2  | Tim Gullikson Johan Kriek      | Johan Kriek Gene Mayer          | Tim Gullikson Peter Feigl Bill Scanlon John Sadri           |
| 20 ottobre | Melbourne Indoor 1980 Melbourne, Australia Sintetico indoor– 125 000 $ – S32/D16 Singolare - Doppio            | Vitas Gerulaitis 7-5 6-3                  | Peter McNamara                 | Fritz Buehning Ferdi Taygan     | Paul McNamee Johan Kriek Kim Warwick Tim Gullikson          |
| 20 ottobre | Melbourne Indoor 1980 Melbourne, Australia Sintetico indoor– 125 000 $ – S32/D16 Singolare - Doppio            | Fritz Buehning Ferdi Taygan 6–1, 6–2      | John Sadri Tim Wilkison        | Fritz Buehning Ferdi Taygan     | Paul McNamee Johan Kriek Kim Warwick Tim Gullikson          |
| 20 ottobre | Japan Open Tennis Championships 1980 Tokyo, Giappone Terra rossa – 125 000 $ – S64/D32 Singolare - Doppio      | Ivan Lendl 3-6 6-4 6-0                    | Eliot Teltscher                | Mel Purcell Jan Norback         | Peter Rennert Terry Moor Buster Mottram Bruce Manson        |
| 20 ottobre | Japan Open Tennis Championships 1980 Tokyo, Giappone Terra rossa – 125 000 $ – S64/D32 Singolare - Doppio      | Ross Case Jaime Fillol 6-3, 3-6, 6-4      | Terry Moor Eliot Teltscher     | Mel Purcell Jan Norback         | Peter Rennert Terry Moor Buster Mottram Bruce Manson        |
| 20 ottobre | Vienna Open II 1980 Vienna, Austria Cemento indoor – 100 000 $ – S64/D32 Singolare - Doppio                    | Brian Gottfried 6-2 6-4 6-3               | Trey Waltke                    | Balázs Taróczy Yannick Noah     | Hans Kary Tomáš Šmíd Rolf Gehring Raymond Moore             |
| 20 ottobre | Vienna Open II 1980 Vienna, Austria Cemento indoor – 100 000 $ – S64/D32 Singolare - Doppio                    | Robert Lutz Stan Smith 6–4, 6–2           | Heinz Günthardt Pavel Složil   | Balázs Taróczy Yannick Noah     | Hans Kary Tomáš Šmíd Rolf Gehring Raymond Moore             |
| 27 ottobre | Cologne Grand Prix 1980 Colonia, Germania Cemento indoor – 75 000 $ – S32/D16 Singolare - Doppio               | Robert Lutz 6-4 6-0                       | Nick Saviano                   | Tomáš Šmíd Andrew Pattison      | Gene Mayer Trey Waltke Kevin Curren John Hayes              |
| 27 ottobre | Cologne Grand Prix 1980 Colonia, Germania Cemento indoor – 75 000 $ – S32/D16 Singolare - Doppio               | Bernard Mitton Andrew Pattison 6–4, 6–1   | Jan Kodeš Tomáš Šmíd           | Tomáš Šmíd Andrew Pattison      | Gene Mayer Trey Waltke Kevin Curren John Hayes              |
| 27 ottobre | Paris Open 1980 Parigi, Francia Sintetico indoor – 50 000 $ – S32/D16 Singolare - Doppio                       | Brian Gottfried 4-6 6-3 6-1               | Adriano Panatta                | Paul Kronk José López Maeso     | Mark Cox Jean Louis Haillet Paolo Bertolucci Pascal Portes  |
| 27 ottobre | Paris Open 1980 Parigi, Francia Sintetico indoor – 50 000 $ – S32/D16 Singolare - Doppio                       | Paolo Bertolucci Adriano Panatta 6–4, 6–4 | Brian Gottfried Raymond Moore  | Paul Kronk José López Maeso     | Mark Cox Jean Louis Haillet Paolo Bertolucci Pascal Portes  |
| 27 ottobre | Tokyo Indoor 1980 Tokyo, Giappone Sintetico indoor – 300 000 $ – S32/D16 Singolare - Doppio                    | Jimmy Connors 6-1 6-2                     | Tom Gullikson                  | Bill Scanlon John Sadri         | Björn Borg Victor Amaya Ivan Lendl Pat Du Pré               |
| 27 ottobre | Tokyo Indoor 1980 Tokyo, Giappone Sintetico indoor – 300 000 $ – S32/D16 Singolare - Doppio                    | Victor Amaya Hank Pfister 6-3, 3-6, 7-6   | Marty Riessen Sherwood Stewart | Bill Scanlon John Sadri         | Björn Borg Victor Amaya Ivan Lendl Pat Du Pré               |

### Novembre
| Settimana   | Torneo | Vincitore                                    | Finalista                        | Semifinalisti                  | Eliminati ai quarti                                             |
| ----------- | --- | -------------------------------------------- | -------------------------------- | ------------------------------ | --------------------------------------------------------------- |
| 3 novembre  | Hong Kong Open 1980 Hong Kong, Hong Kong Cemento – 70 000 $ – S32/D16 Singolare - Doppio                                 | Ivan Lendl 5-7 7-6 6-3                       | Brian Teacher                    | Louk Sanders Jaime Fillol      | Vincent Van patten Peter McNamara Tom Gullikson Terry Moor      |
| 3 novembre  | Hong Kong Open 1980 Hong Kong, Hong Kong Cemento – 70 000 $ – S32/D16 Singolare - Doppio                                 | Peter Fleming Ferdi Taygan 7–5, 6–2          | Bruce Manson Brian Teacher       | Louk Sanders Jaime Fillol      | Vincent Van patten Peter McNamara Tom Gullikson Terry Moor      |
| 3 novembre  | Quito Open 1980 Quito, Ecuador Terra rossa – 50 000 $ – S32/D16 Singolare - Doppio                                       | José Luis Clerc 6-4 1-6 10-8                 | Víctor Pecci                     | Marcos Hocevar Andrés Gómez    | Vitas Gerulaitis Carlos Kirmayr Hans Gildemeister Ricardo Ycaza |
| 3 novembre  | Quito Open 1980 Quito, Ecuador Terra rossa – 50 000 $ – S32/D16 Singolare - Doppio                                       | Hans Gildemeister Andrés Gómez 6–3, 1–6, 6–4 | José Luis Clerc Belus Prajoux    | Marcos Hocevar Andrés Gómez    | Vitas Gerulaitis Carlos Kirmayr Hans Gildemeister Ricardo Ycaza |
| 3 novembre  | Stockholm Open 1980 Stoccolma, Svezia Sintetico indoor – 175 000 $ – S32/D16 Singolare - Doppio                          | Björn Borg 6-3 6-4                           | John McEnroe                     | Gene Mayer Robert Lutz         | Yannick Noah Shlomo Glickstein Per Hjertquist Hans Simonsson    |
| 3 novembre  | Stockholm Open 1980 Stoccolma, Svezia Sintetico indoor – 175 000 $ – S32/D16 Singolare - Doppio                          | Heinz Günthardt Paul McNamee 6–7, 6–3, 6–2   | Stan Smith Robert Lutz           | Gene Mayer Robert Lutz         | Yannick Noah Shlomo Glickstein Per Hjertquist Hans Simonsson    |
| 10 novembre | International Tennis Championships of Colombia 1980 Bogotà, Colombia Terra rossa – 50 000 $ – S32/D16 Singolare - Doppio | Dominique Bedel 6-4 7-6                      | Carlos Kirmayr                   | Chris Mayotte Yannick Noah     | Álvaro Fillol Víctor Pecci Ricardo Ycaza Marcos Hocevar         |
| 10 novembre | International Tennis Championships of Colombia 1980 Bogotà, Colombia Terra rossa – 50 000 $ – S32/D16 Singolare - Doppio | Álvaro Fillol Carlos Kirmayr 6–4, 6–3        | Andrés Gómez Ricardo Ycaza       | Chris Mayotte Yannick Noah     | Álvaro Fillol Víctor Pecci Ricardo Ycaza Marcos Hocevar         |
| 10 novembre | ATP Taipei 1980 Taipei, Taiwan Sintetico indoor – 75 000 $ – S32/D16 Singolare - Doppio                                  | Ivan Lendl 6-7 6-3 6-3                       | Brian Teacher                    | John Austin Ramesh Krishnan    | Sashi Menon Syd Ball Pat Du Pré Tim Gullikson                   |
| 10 novembre | ATP Taipei 1980 Taipei, Taiwan Sintetico indoor – 75 000 $ – S32/D16 Singolare - Doppio                                  | Bruce Manson Brian Teacher 6-4, 6-0          | John Austin Ferdi Taygan         | John Austin Ramesh Krishnan    | Sashi Menon Syd Ball Pat Du Pré Tim Gullikson                   |
| 10 novembre | Wembley Championships 1980 Wembley, Gran Bretagna Sintetico indoor – 175 000 $ – S32/D16 Singolare - Doppio              | John McEnroe 6-4 6-3 6-3                     | Gene Mayer                       | Harold Solomon Stan Smith      | Rick Meyer Tomáš Šmíd Butch Walts Paul McNamee                  |
| 10 novembre | Wembley Championships 1980 Wembley, Gran Bretagna Sintetico indoor – 175 000 $ – S32/D16 Singolare - Doppio              | Peter Fleming John McEnroe 7-5, 6-3          | Bill Scanlon Eliot Teltscher     | Harold Solomon Stan Smith      | Rick Meyer Tomáš Šmíd Butch Walts Paul McNamee                  |
| 17 novembre | Bangkok Tennis Classic 1980 Bangkok, Thailandia Sintetico indoor – 75 000 $ – S32/D16 Singolare - Doppio                 | Vijay Amritraj 6-3 7-5                       | Brian Teacher                    | Ivan Lendl Ramesh Krishnan     | Ferdi Taygan Peter Rennert Dick Stockton Kim Warwick            |
| 17 novembre | Bangkok Tennis Classic 1980 Bangkok, Thailandia Sintetico indoor – 75 000 $ – S32/D16 Singolare - Doppio                 | Ferdi Taygan Brian Teacher 7–6, 7–6          | Tom Okker Dick Stockton          | Ivan Lendl Ramesh Krishnan     | Ferdi Taygan Peter Rennert Dick Stockton Kim Warwick            |
| 17 novembre | ATP Buenos Aires 1980 Buenos Aires, Argentina Terra rossa – 175 000 $ – S32/D16 Singolare - Doppio                       | José Luis Clerc 6-7 2-6 7-5                  | Rolf Gehring                     | Víctor Pecci Jose Luis Damiani | Klaus Eberhard Andrés Gómez Hans Gildemeister Ricardo Ycaza     |
| 17 novembre | ATP Buenos Aires 1980 Buenos Aires, Argentina Terra rossa – 175 000 $ – S32/D16 Singolare - Doppio                       | Hans Gildemeister Andrés Gómez 6-4, 7-5      | Ángel Giménez Jairo Velasco, Sr. | Víctor Pecci Jose Luis Damiani | Klaus Eberhard Andrés Gómez Hans Gildemeister Ricardo Ycaza     |
| 17 novembre | Bologna Indoor 1980 Bologna, Italia Sintetico indoor – 75 000 $ – S32/D16 Singolare - Doppio                             | Tomáš Šmíd 7-5 6-2                           | Paolo Bertolucci                 | Pascal Portes Rick Meyer       | Björn Borg Corrado Barazzutti Jeff Borowiak Jan Norback         |
| 17 novembre | Bologna Indoor 1980 Bologna, Italia Sintetico indoor – 75 000 $ – S32/D16 Singolare - Doppio                             | Balázs Taróczy Butch Walts 2–6, 6–3, 6–0     | Steve Denton Paul McNamee        | Pascal Portes Rick Meyer       | Björn Borg Corrado Barazzutti Jeff Borowiak Jan Norback         |
| 24 novembre | Santiago Open 1980 Santiago, Cile Terra rossa – 50 000 $ – S32/D16 Singolare - Doppio                                    | Víctor Pecci 4-6 6-4 6-3                     | Christophe Freyss                | Andrés Gómez Mario Martínez    | Pedro Rebolledo João Soares Ramiro Benavides Jose Luis Damiani  |
| 24 novembre | Santiago Open 1980 Santiago, Cile Terra rossa – 50 000 $ – S32/D16 Singolare - Doppio                                    | Belus Prajoux 4-6, 7-6, 6-4                  | Carlos Kirmayr João Soares       | Andrés Gómez Mario Martínez    | Pedro Rebolledo João Soares Ramiro Benavides Jose Luis Damiani  |
| 24 novembre | South African Open 1980 Johannesburg, Sudafrica Cemento – 175 000 $ – S32/D16 Singolare - Doppio                         | Kim Warwick 6-2 6-1 6-2                      | Fritz Buehning                   | Robert Lutz Kevin Curren       | Guillermo Vilas Paul McNamee Heinz Günthardt Shlomo Glickstein  |
| 24 novembre | South African Open 1980 Johannesburg, Sudafrica Cemento – 175 000 $ – S32/D16 Singolare - Doppio                         | Robert Lutz Stan Smith 6-7, 6-3, 6-4         | Heinz Günthardt Paul McNamee     | Robert Lutz Kevin Curren       | Guillermo Vilas Paul McNamee Heinz Günthardt Shlomo Glickstein  |

### Dicembre
| Settimana   | Torneo                                                                                    | Vincitore                                         | Finalista                        | Semifinalisti                  | Eliminati ai quarti                                          |
| ----------- | ----------------------------------------------------------------------------------------- | ------------------------------------------------- | -------------------------------- | ------------------------------ | ------------------------------------------------------------ |
| 8 dicembre  | WCT Challenge Cup 1980 Montréal, Canada Sintetico indoor - 320 000 $ – S8 Singolare       | John McEnroe 6–1, 2–6, 6–1                        | Vijay Amritraj                   | Eliot Teltscher Peter Fleming  | Wojciech Fibak Ilie Năstase Harold Solomon Shlomo Glickstein |
| 8 dicembre  | Sofia Open 1980 Sofia, Bulgaria Sintetico indoor – 75 000 $ – S32/D16 Singolare - Doppio  | Per Hjertquist 6-3 6-2 7-5                        | Vadim Borisov                    | Konstantin Pugaev Louk Sanders | Damir Keretić Tenny Svensson Roland Stadler Andrei Dirzu     |
| 8 dicembre  | Sofia Open 1980 Sofia, Bulgaria Sintetico indoor – 75 000 $ – S32/D16 Singolare - Doppio  | Hartmut Kirchhubel Robert Reininger 4–6, 6–3, 6–4 | Vadim Borisov Thomas Emmrich     | Konstantin Pugaev Louk Sanders | Damir Keretić Tenny Svensson Roland Stadler Andrei Dirzu     |
| 15 dicembre | New South Wales Open 1980 Sydney, Australia Erba – 125 000 $ – S64/D32 Singolare - Doppio | Fritz Buehning 6-3 6-7 7-6                        | Brian Teacher                    | Paul McNamee Russell Simpson   | Phil Dent John Sadri Shlomo Glickstein Kim Warwick           |
| 15 dicembre | New South Wales Open 1980 Sydney, Australia Erba – 125 000 $ – S64/D32 Singolare - Doppio | Peter McNamara Paul McNamee 6-2, 6-4              | Vitas Gerulaitis Brian Gottfried | Paul McNamee Russell Simpson   | Phil Dent John Sadri Shlomo Glickstein Kim Warwick           |
| 22 dicembre | Australian Open 1980 Melbourne, Australia Grande Slam Erba – 350 000 $ Singolare - Doppio | Brian Teacher 7-5 7-6 6-2                         | Kim Warwick                      | Guillermo Vilas Peter McNamara | John Sadri Bill Scanlon Paul McNamee Peter Rennert           |
| 22 dicembre | Australian Open 1980 Melbourne, Australia Grande Slam Erba – 350 000 $ Singolare - Doppio | Mark Edmondson Kim Warwick 7–5, 6–4               | Peter McNamara Paul McNamee      | Guillermo Vilas Peter McNamara | John Sadri Bill Scanlon Paul McNamee Peter Rennert           |

### Gennaio 1981
| Settimana  | Torneo                                                                                           | Vincitore                           | Finalista                   | Semifinalisti            | Eliminati ai quarti                                                     |
| ---------- | ------------------------------------------------------------------------------------------------ | ----------------------------------- | --------------------------- | ------------------------ | ----------------------------------------------------------------------- |
| 14 gennaio | Volvo Masters 1980 New York, Stati Uniti Sintetico indoor – 400 000 $ – S8/D4 Singolare - Doppio | Björn Borg 6-4 6-2 6-2              | Ivan Lendl                  | Gene Mayer Jimmy Connors | Round Robin John McEnroe José Luis Clerc Guillermo Vilas Harold Solomon |
| 14 gennaio | Volvo Masters 1980 New York, Stati Uniti Sintetico indoor – 400 000 $ – S8/D4 Singolare - Doppio | Peter Fleming John McEnroe 6–4, 6–3 | Peter McNamara Paul McNamee | Gene Mayer Jimmy Connors | Round Robin John McEnroe José Luis Clerc Guillermo Vilas Harold Solomon |